# Microsiphum jazykovi
Microsiphum jazykovi är en insektsart som beskrevs av Hille Ris Lambers 1947. I den svenska databasen Dyntaxa används istället namnet Microsiphum wahlgreni. Microsiphum jazykovi ingår i släktet Microsiphum och familjen långrörsbladlöss. Arten är reproducerande i Sverige. Inga underarter finns listade i Catalogue of Life.